# Hrabstwo Fayette (Illinois)

Piramida wieku hrabstwa

Hrabstwo Fayette – hrabstwo w USA, w stanie Illinois, według spisu z 2000 roku liczba ludności wynosiła 21 802. Siedzibą hrabstwa jest Vandalia.

## Geografia
Według spisu hrabstwo zajmuje powierzchnię 1879 km², z czego 1856 km² stanowią lądy, a 23 km² (1,23%) stanowią wody.

### Sąsiednie hrabstwa
- Hrabstwo Shelby – północny wschód
- Hrabstwo Effingham – wschód
- Hrabstwo Clay – południowy wschód
- Hrabstwo Marion – południe
- Hrabstwo Clinton – południowy zachód
- Hrabstwo Bond – zachód
- Hrabstwo Montgomery – północny zachód

Stan Illinois na mapie USA

## Historia
Hrabstwo Fayette powstało 14 lutego 1821 roku z trzech innych hrabstw: Hrabstwa Bond, Clark i Crawford. Nazwę obrało na cześć  Markiza de Lafayette (LaFayette 1757 – 1834), francuskiego generała, bohatera w wojnie o niepodległość Stanów Zjednoczonych.
Pierwszą siedzibą władz hrabstwa było miasto Perryville. W latach 1919 – 1939 obecna siedziba władz hrabstwa Vandalia była druga stolicą stanu Illinois.

## Demografia
Według spisu z 2000 roku hrabstwo zamieszkuje 21 802 osób, które tworzą 8146 gospodarstw domowych oraz 5653 rodzin. Gęstość zaludnienia wynosi 12 osób/km². Na terenie hrabstwa jest 9053 budynków mieszkalnych o częstości występowania wynoszącej 5 budynków/km². Hrabstwo zamieszkuje 94,02% ludności białej, 4,88% ludności czarnej, 0,12% rdzennych mieszkańców Ameryki, 0,17% Azjatów, 0,02% mieszkańców Pacyfiku, 0,25% ludności innej rasy oraz 0,54% ludności wywodzącej się z dwóch lub więcej ras, 0,80% ludności to Hiszpanie, Latynosi lub inni.
W hrabstwie znajduje się 8146 gospodarstw domowych, w których 31,90% stanowią dzieci poniżej 18 roku życia mieszkający z rodzicami, 56,60% małżeństwa mieszkające wspólnie, 8,50% stanowią samotne matki oraz 30,60% to osoby nie posiadające rodziny. 27,20% wszystkich gospodarstw domowych składa się z jednej osoby oraz 13,60% żyje samotnie i ma powyżej 65 roku życia. Średnia wielkość gospodarstwa domowego wynosi 2,46 osoby, a rodziny wynosi 2,98 osoby.
Przedział wiekowy populacji hrabstwa kształtuje się następująco: 23,80% osób poniżej 18 roku życia, 9,0% pomiędzy 18 a 24 rokiem życia, 29,30% pomiędzy 25 a 44 rokiem życia, 21,90% pomiędzy 45 a 64 rokiem życia oraz 15,90% osób powyżej 65 roku życia. Średni wiek populacji wynosi 38 lat. Na każde 100 kobiet przypada 108,60 mężczyzn. Na każde 100 kobiet powyżej 18 roku życia przypada 111.50 mężczyzn.
Średni dochód dla gospodarstwa domowego wynosi 31 873 USD, a średni dochód dla rodziny wynosi 39 044 dolarów. Mężczyźni osiągają średni dochód w wysokości 29 478 dolarów, a kobiety 20 254 dolarów. Średni dochód na osobę w hrabstwie wynosi 15 347 dolarów. Około 8,40% rodzin oraz 12,20% ludności żyje poniżej minimum socjalnego, z tego 15,60% poniżej 18 roku życia oraz 11,90% powyżej 65 roku życia.

## Miasta
- St. Elmo
- Vandalia

## Wioski
- Bingham
- Brownstown
- Farina
- Ramsey
- St. Peter